# Louis Adam
Jean Louis Adam (Muttersholtz, Alsàcia, 1758 – París, 8 d'abril de 1848) fou un pianista i compositor francès.
Cursà llurs estudis a Estrasburg, sota la direcció de Hepp, organista d'aquella cèlebre catedral. Als 17 anys s'establí a París, donant un concert i una simfonia per a violí, arpa i piano, combinació desconeguda fins aleshores, que li valgué l'amistat i protecció de Gluck, el qual, endevinant el seu mèrit, li encarregà l'arranjament de moltes peces de llurs òperes.
Des de llavors, deixà de compondre i es dedicà exclusivament a l'ensenyança del piano. Fou nomenat professor del conservatori de París el 1797, càrrec que desenvolupà amb gran entusiasme i zel fins al 1842, en què la direcció del conservatori li conferí el títol d'inspector general de les classes de piano, i el nomenà membre del comitè d'estudis.
Des de 1829 era cavaller de la Legió d'Honor. Se'l considera com el fundador i cap de l'escola francesa de piano, de llur classe sorgiren nombrosos alumnes notables, entre ells: Victor Rifaut, Kalkbrenner, Hérold, Ilhemaigne, Henri le Moine. A més de nombroses sonates, melodies i romanços, publicà tres obres d'estudi per l'ensenyança del piano: Les premieres leçons, Methode nouvelle pour le piano, i en col·laboració amb Lachnith, Méthode ó Principe général du doigté.
Era pare del distingit compositor Adolphe Adam.